# Jämtlands Tidning
Jämtlands Tidning, ursprungligen Jemtlands Tidning, grundades av Carl Anton Wetterbergh ("Onkel Adam") i Östersund 1845, och utkom fram till 1957 (med ett sista nummer 1960). 
Jämtlands Tidning (JT) var den första tidningen i Jämtland. Under åren 1891–1904 var Johan Lindström Saxon redaktör. JT har även gett ut Jämtlands-Kuriren och Jämtlands Allehanda.

## Nya Jämtlands Tidning
En gratistidning för hela Jämtlands län med samma namn utgavs månadsvis i Jämtlands län mellan maj 2014 och september 2015. Tidningen heter efter det Jämtlands Gratistidning. Från juli 2016 var Karin Johansson ansvarig utgivare. Från oktober 2022 var Lars Holmqvist ansvarig utgivare. Chefredaktör är Tommy Norin. Tidningen upphörde den 1 januari 2024. 
Från maj 2015 finns en prenumererad Jämtlands Tidning med utgivningsort Östersund, utkommande varje vecka.
Jämtlands Tidning har sedan juni 2016 presstöd. Tidningen har cirka 3100 prenumeranter och är därmed länets minsta prenumererade nyhetstidning.
Sedan den 5 november 2019 utkommer Jämtlands Tidning två gånger i veckan, tisdagar och torsdagar. Tidningen har också sedan oktober 2021 daglig kontinuerlig nyhetsuppdatering. 
Jämtlands Tidning har sedan 2016 lokalredaktion i Strömsund. 2018 öppnades lokalredaktion i Bräcke och Ragunda, 2019 i Krokom och 2020 i Åre. Tidningen har därmed anställda journalister på plats i sju av länets kommuner. 
Östersunds kommun bevakas från centralredaktionen i Östersund. 
Chefredaktör och ansvarig utgivare var sedan starten Ralph Rentzsch. I november 2024 utsågs Simon Gunnholt till ny chefredaktör och ansvarig utgivare.